# Roger Clifford (Ritter)
Sir Roger Clifford (* 1437; † 2. Mai 1485) war ein englischer Ritter.

## Leben
Sir Roger war der zweite Sohn von Thomas Clifford, 8. Baron de Clifford und Joan, Tochter des Thomas Dacre, 6. Baron Dacre.
Er war wie sein Vater ein treuer Anhänger des Hauses Lancaster und Heinrichs VI. Roger kämpfte während der Rosenkriege am 30. Dezember 1460 bei der Schlacht von Wakefield und am 29. März 1461 bei der Schlacht von Towton.
Er erhielt bei Wakefield den Ritterschlag als Knight Bachelor, wurde aber nach der Niederlage von Towton mit einer Bill of Attainder belegt und verlor dadurch all seine Rechte.
Sir Roger schloss sich 1483 der Rebellion unter Henry Stafford, 2. Duke of Buckingham gegen König Richard III. an, und lebte danach auf der Flucht.
Anfang 1485 wurde Sir Roger in Southampton gefangen genommen und nach London gebracht. Dort wurde er am 2. Mai 1485 am Tower Hill enthauptet.

## Ehe und Nachkommen
Sir Roger war verheiratet mit Joan Courtenay, Tochter des Thomas Courtenay, 5. Earl of Devon.
Das Paar hatte folgende Nachkommen:
- Charles Clifford (Esquire)
- Mary Clifford ⚭ Sir Thomas Wingfield
- Barbara Clifford